# Eleccions legislatives italianes de 1946
Les eleccions legislatives italianes de 1946 se celebraren el 2 de juny. Foren les primeres eleccions celebrades després de l'abolició de la dictadura feixista de Benito Mussolini. Es va votar una Assemblea Constituent, al mateix temps que un referèndum que abolí la monarquia. L'assemblea fou l'encarregada de redactar la constitució italiana de 1948.

## Cambra dels Diputats
| ← Eleccions legislatives italianes, 1946 →           |            |        |        |
| Partits                                              | vots       | %      | escons |
| Democràcia Cristiana Italiana (DC)                   | 8.080.664  | 35,18  | 207    |
| Partit Socialista Italià d'Unitat Proletària (PSIUP) | 4.758.129  | 20,72  | 115    |
| Partit Comunista Italià (PCI)                        | 4.356.686  | 18,97  | 104    |
| Unió Democràtica Nacional (UDN) (liberals)           | 1.560.638  | 6,79   | 41     |
| Fronte dell'Uomo Qualunque (UQ)                      | 1.211.956  | 5,28   | 30     |
| Partit Republicà Italià (PRI)                        | 1.003.007  | 4,37   | 23     |
| Bloc Nacional de la Llibertat (BNL) (monàrquics)     | 637.328    | 2,77   | 16     |
| Partit d'Acció (Pd'A)                                | 334.748    | 1,46   | 7      |
| Moviment Independentista Sicilià (MIS)               | 171.201    | 0,75   | 4      |
| Partit dels Camperols d'Itàlia                       | 102.393    | 0,45   | 1      |
| Concentració Democràtica Republicana                 | 97.690     | 0,43   | 2      |
| Partit Sard d'Acció (PSd'Az)                         | 78.554     | 0,34   | 2      |
| Moviment Unionista Italià                            | 71.021     | 0,31   | 1      |
| Partit Cristià Social                                | 51.088     | 0,22   | 1      |
| Partit Democràtic del Treball (PDL)                  | 40.633     | 0,18   | 1      |
| Unió Democratica Ind. Ll.                            | 34.147     | 0,15   | 0      |
| Moviment Nacional Reconstrucció                      | 31.635     | 0,14   | 0      |
| Aliança Monàrquica Italiana                          | 30.639     | 0,13   | 0      |
| Moviment Democràtic dels Monàrquics Italians         | 29.920     | 0,13   | 0      |
| Aliança Republicana Italiana                         | 29.023     | 0,13   | 0      |
| Partit Comunista Internacionalista                   | 22.701     | 0,10   | 0      |
| Front Democratico Progressista Republicà             | 21.553     | 0,09   | 1      |
| Partito Reduce Italiano                              | 18.479     | 0,08   | 0      |
| U. Comb. Red. Part. F. Pr.                           | 14.598     | 0,06   | 0      |
| Centre Politíc Italià                                | 13.196     | 0,06   | 0      |
| Concentrazione Nazionale Combattenti Reduci          | 12.908     | 0,06   | 0      |
| Gruppo Combattenti e Indipendenti                    | 12.199     | 0,05   | 0      |
| P. Patr. Mon. Rinnovat.                              | 10.870     | 0,05   | 0      |
| Partito Unione Nazionale                             | 10.717     | 0,05   | 0      |
| Lega Sarda                                           | 10.597     | 0,05   | 0      |
| P. Ind. Sicil. Lavoro                                | 10.387     | 0,05   | 0      |
| Combattenti Reduci Partigiani                        | 8.580      | 0,04   | 0      |
| Indipend. Sic. Sinis.                                | 5.699      | 0,02   | 0      |
| Alleanza Repubblicana                                | 5.333      | 0,02   | 0      |
| Unione Nazionale Sinis. Guerra                       | 4.959      | 0,02   | 0      |
| Movimento Lavoratori Indipendenti                    | 4.229      | 0,02   | 0      |
| Lega Pacifista Italiana                              | 4.168      | 0,02   | 0      |
| Partit Liberal Italià (PLI)                          | 4.058      | 0,02   | 0      |
| Partito Laburista Italiano                           | 3.802      | 0,02   | 0      |
| Schieramento Nazionale                               | 2.775      | 0,01   | 0      |
| Un. Comun. It. Indip.                                | 1.781      | 0,01   | 0      |
| Independents                                         | 17.202     | 0,07   | 0      |
| altres                                               | 86.825     | 0,38   | 0      |
| Total                                                | 22.968.286 | 100,00 | 556    |